# 티엔푸주에부
티엔푸주에부(베트남어: Thiên Phù Duệ Vũ / 天符睿武 천부예무 / 1120년 ~ 1127년)는 베트남 리 왕조(李朝) 인종(仁宗) 리깐득(李乾德)의 일곱번째 연호이다.

## 개원
- 호이뜨엉다이카인(會祥大慶) 11년 1월 1일[1](1120년 2월 1일)에 연호를 티엔푸주에부(天符睿武)로 개원함.[2][3][4]

- 티엔푸주에부(天符睿武) 8년(1127년)에 연호를 티엔푸카인토(天符慶壽)로 개원함.[2][3][5]

## 연대 대조표
| 티엔푸주에부 | 원년       | 2년        | 3년        | 4년        | 5년        | 6년        | 7년        | (8년)      |
| 서기(西紀)   | 1120년     | 1121년     | 1122년     | 1123년     | 1124년     | 1125년     | 1126년     | 1127년     |
| 간지(干支)   | 경자(庚子) | 신축(辛丑) | 임인(壬寅) | 계묘(癸卯) | 갑진(甲辰) | 을사(乙巳) | 병오(丙午) | 정미(丁未) |

## 동시대 연호

### 중국
북송(北宋)
- 선화(宣和) (1119년 ~ 1125년)
- 정강(靖康) (1126년 ~ 1127년)

요(遼)
- 천경(天慶) (1111년 ~ 1120년)
- 보대(保大) (1121년 ~ 1125년)

금(金)
- 천보(天輔) (1117년 ~ 1123년)
- 천회(天會) (1123년 ~ 1137년)

서하(西夏)
- 원덕(元德) (1119년 ~ 1127년)

대리국(大理國)
- 문치(文治) (1110년 ~ 1121년)
- 가영(嘉永) (1122년 ~ 1128년)

북요(北遼)
- 건복(建福) (1122년)
- 덕흥(德興) (1122년)
- 신력(神曆) (1123년)

서요(西遼)
- 연경(延慶) (1124년 ~ 1133년)

### 일본
- 겐에이(元永) (1118년 ~ 1120년)
- 호안(保安) (1120년 ~ 1124년)
- 덴지(天治) (1124년 ~ 1126년)
- 다이지(大治) (1126년 ~ 1131년)